# 방과 후 (소설)
《방과 후》(일본어: 放課後)는 일본의 작가 히가시노 게이고의 데뷔작인 장편 추리 소설이다. 1985년도에 발표되었으며 88년 문고화, 제 31회 에도가와 란포상을 수상한다.
85년도 일본 작품이긴 하지만 21세기 대한민국과 거의 유사한 학교문화 덕분인지 출판된 지 30년이 훌쩍 넘은 지금까지도 많은 사랑을 받고 있다.

## 줄거리
국립대 정보공학과를 졸업한 뒤 가전제품 회사에 다니던 마에시마. 하지만 4년뒤, 평화로운 일상에 제동이 걸렸다. 직장이 사는 동네에서 너무 먼 도호쿠 지방으로 이적하게 된것이다. 장거리 출퇴근을 할지 이대로 직장을 그만두고 공무원을 할지 고민하던 찰나, 대학교 다닐때 따둔 수학교사 자격증을 썩히는게 아깝다는 모친의 권유로 수학교사가 되기로 한다. 교사라는 직업에 흥미나 동경을 느낀건 아니지만 그렇다고 딱히 하고싶은 일도 없었던터라 몇년만 해보자는 가벼운 마음으로 결국 교사가 되기로 한다. 이후 돌아가신 아버지의 연줄로 세이카 여고에서 수학수업을 하기 시작한다.
5년후, 워낙에 무뚝뚝한 이미지로 아이들 사이에선 '기계'라는 별명으로 유명인사가 되면서 교사직업에 익숙해져갈 무렵. 마에시마는 자기 목숨을 노리는 정체모를 살의를 느낀다. 그런데 살의가 해결되기도 전에 탈의실에서 학생지도부 교사가 청산가리를 마신 시체로 발견되면서 학교가 발칵 뒤집어진다. 범인이 잡히기도 전에 또다른 희생자가 발생했고 그 역시 청산가리에 의해 살해당한 것으로 확인됐다. 마에시마는 두 사건이 동일범의 소행으로 보고 경찰조사와는 별개로 홀로 범인을 추리하기 시작한다.

## 텔레비전 드라마
1986년 3월 27일, 후지 TV 계열 목요 드라마 스트리트에 방송되었다.

### 캐스팅
- 마에지마 - 야마시타 신지
- 스기타 케이코 - 시무라 가오리

### 스태프
- 각본 - 반 카즈히코
- 감독 - 키노시타 료
- 음악 - 후쿠이 슌
- 프로듀서 - 미쓰이 다카토시、엔도 류노스케
- 제작 - 토호, 후지 TV